# Bataillon de tirailleurs sénégalais no 2 de Madagascar
Pour les articles homonymes, voir 2e bataillon.
Le bataillon de tirailleurs sénégalais no 2 de Madagascar (BTS no 2) est une ancienne unité militaire des troupes coloniales françaises stationnée dans la colonie de Madagascar.

## Création et différentes dénominations
- 1948 : formation du bataillon de tirailleurs sénégalais no 112 (BTS no 112) en mai, devenu bataillon de tirailleurs sénégalais de renfort no 4 (BTSR no 4) en août
- 1949 : renommé bataillon de tirailleurs sénégalais no 2 de Madagascar (BTS no 2)
- 1957 : dissous

## Historique
Le BTS no 112 est formé à Castelnaudary en mai 1948. Débarqué à Tamatave le 9 juin, il est renommé BTSR no 4 le 1er août.
Installé à Sakaramy (près de Diégo-Suarez), il prend le nom de BTS no 2 le 1er octobre 1949. Il est dissous le 1er juin 1957.

## Insigne
Ancre de marine chargée des armes de Castelnaudary, dont les fleurs de lys en chef ont été remplacées par un voromahery, oiseau de proie malgache utilisé comme symbole par le royaume de Madagascar,.
Insigne homologué H 594 en janvier 1948.